# Notation Benesh

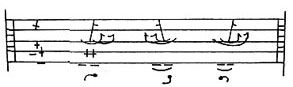
Exemple de partition

La notation Benesh (ou choréologie) est un système de notation du mouvement inventé par Rudolf et Joan Benesh en 1955 et publié en 1956. La notation Benesh a pour but de codifier par l'écriture, à la manière d'une partition de musique, tous les mouvements possibles du corps humain de façon précise et concise. Elle est surtout utilisée pour l'enregistrement des créations chorégraphiques. Elle est une alternative à la notation Laban ou Conté.

## Principe
Il s'agit d'un langage dit universel d'écriture du mouvement qui permet :
- une vraie et pertinente représentation du mouvement dans l'espace, de la relation des individus les uns vis-à-vis des autres et de leur environnement matériel, leurs déplacements, et les positions des différents membres et parties du corps ;
- l'analyse du mouvement, du rythme, du phrasé et de la structure des travaux chorégraphiques ;
- l'enregistrement et la transmission d'une chorégraphie en l'absence de vidéo, de texte, de traduction.

Cette notation, conçue initialement pour la danse, est également utilisée ces dernières années par des artistes du monde des marionnettes ou du cirque.

## Utilisateurs
Cette notation est ou fut notamment utilisée en danse classique par le London Royal Ballet où Joan Benesh était danseuse et où elle fut initialement utilisée, l'American Ballet Theatre, le Ballet de Stuttgart, le Ballet de Hambourg, le Het Nationale Ballet, Rudolf Noureev, Mikhail Baryshnikov ; en danse moderne par Roland Petit et quelques œuvres de Maurice Béjart; en danse contemporaine par John Neumeier, Kenneth MacMillan, Régine Chopinot et surtout depuis le début des années 1990 Angelin Preljocaj.